# Monanchora pulchra
Monanchora pulchra är en svampdjursart som först beskrevs av Lawrence Morris Lambe 1894.  Monanchora pulchra ingår i släktet Monanchora och familjen Crambeidae. Inga underarter finns listade i Catalogue of Life.